# Bruno Varriano
Bruno Varriano OFM (ur. 25 września 1971 w Anápolis) – brazylijski duchowny rzymskokatolicki, biskup pomocniczy patriarchatu Jerozolimy od 16 marca 2024.

## Życiorys
Święcenia kapłańskie otrzymał 27 czerwca 1997 i został inkardynowany do archidiecezji Campobasso-Boiano. Niedługo potem wstąpił do Zakonu Braci Mniejszych (Kustodia Ziemi Świętej) i 5 października 2003 złożył w nim śluby zakonne. Był m.in. gwardianem klasztoru w Nazarecie, członkiem zakonnego dyskretorium oraz wikariuszem patriarchy Jerozolimy dla Cypru.
9 stycznia 2024 papież Franciszek mianował go biskupem pomocniczym łacińskiego patriarchatu Jerozolimy i biskupem tytularnym Astigi.  Sakry udzielił mu 16 marca 2024 łaciński patriarcha Jerozolimy – kardynał Pierbattista Pizzaballa.
Varriano jest pierwszym po 340 latach łacińskim biskupem na Cyprze. 